# Crkva sv. Vida u Velom Grablju
Crkva sv. Vida nalazi se na Hvaru, u brdima između Hvara i Staroga Grada, nedaleko sela Velog Grablja.

## Opis
Crkva je romanička, jednobrodna građevina s polukružnom apsidom i natpisom na pročelju iz 1205. godine. Najstarija je stojeća crkva na otoku Hvaru. Ističe se romaničkim portalom s lunetom zaključenom srpastim lukom. Inventar crkve nije sačuvan.
Unutar crkve, lijevo od ulaza je uzidana kamena škropionica. Na škropionici je krug unutar kojeg je natpis "Ave Maria, Asperges". Po sredini natpisa je križ s raširenim završecima, karakterističan za ranokršćansko razdoblje, pa se po križu i slovima može naslutiti starost škropionice.
Rijeli stare grabaljske molitve
upućuju na tradiciju štovanja kulta sv. Vida pri ovoj crkvici.
Proporcije tlocrta ove crkvice, unutar broda, su 2:3, a proporcije glavnog, zapadnog, ulaznog pročelja 1:1. Bačvasti svod zauzima točno polovicu visine crkvice, a središte pročelja je na sredini portala na donjem rubu arhitrava. Bočna pročelja su u omjeru 1:2, a tlocrt je trapeznog oblika, pri čemu je zapadna strana šira od istočne pred apsidom.

## Povijest
Crkvica se oblikom uklapa u poznati tip ranosrednjovjekovnih crkvica na Braču i Hvaru. Otočna predaja navodi za crkvu da je "od Grkah sagradjena bila“, odnosno da je na mjestu sadašnje crkve postojala starija crkva, no spomen Grka ne upućuje nužno na antičke Grke koji su osnovali Stari Grad, već označava stanovništvo prije dolaska Hrvata. Današnja crkvica sv. Vida izgrađena je donacijom obitelj Gazzari, koja je, zajedno s obitelji Ozoris, bila uključena u osnivanje sela Velo Grablje. Iako nema pisanih dokaza o vremen izgradnje, smatra se da je izgrađena 1452. godine. Crkva je temeljito renovirana 1875. godine.

## Zaštita
Pod oznakom RST-0454-1970. zavedena je kao nepokretno kulturno dobro - pojedinačno, pravna statusa zaštićena kulturnog dobra, klasificirano kao "sakralna graditeljska baština".

## Vanjske poveznice
|  | Zajednički poslužitelj ima još gradiva o temi Crkva sv. Vida u Velom Grablju |